# キヤノンソフトウェア
キヤノンソフトウェア株式会社（英: Canon Software Inc.）は、かつて存在した日本のシステムインテグレーター（メーカー系）。キヤノン製品向けを中心に組み込みソフトウェアの開発を行う「エンジニアリング事業」を展開していた。かつては、ERP・EAI・ECMなどの「ソリューション事業」も手掛けていた。

## 概要
キヤノンマーケティングジャパンの連結子会社であった。株式交換により2010年（平成22年）5月1日付でキヤノンマーケティングジャパンの完全子会社となり、2011年（平成23年）7月1日付でキヤノンMJアイティグループホールディングスに株主が変更となった後、2016年（平成28年）4月1日付で株主がキヤノンITソリューションズへ再び変更となった。
1984年（昭和59年）にメインフレームをターゲットとした開発支援ツールCANO-AIDを発売。その後、CANO-AIDII、UNIXに対応したCANO-AIDIII、Windows Serverに対応したCANO-AID/NTと適用環境を広げた。その他、CADソフトウエア「OneSpace Designer」やEAIソフトウェア「webMethods」、ECMソフトウエア「Documentum」を取り扱う他、自社開発製品として、ワークフローソフト「Web Plant」やJAVAソースコード自動生成ツール「WebPerformer」の販売を手掛けていた。
なお、2015年（平成27年）4月1日付でソリューション事業をキヤノンITソリューションズ株式会社に移管した。
2017年（平成29年）7月1日付で、キヤノンITソリューションズ株式会社に吸収合併され解散した。

## 沿革
- 1974年（昭和49年）3月 - 東京都中野区に富士システム開発設立。
- 1978年（昭和53年）4月 - キヤノン販売株式会社（現・キヤノンマーケティングジャパン）が資本参加。
- 1982年（昭和57年）12月 - 現商号に変更。
- 1984年（昭和59年） - CANO-AID発売開始。
- 1985年（昭和60年）2月 - 本社移転。
- 1988年（昭和63年）3月 - Canon Software America, Inc.を設立。Canon（U.K.）Ltd.の子会社Canon Software(UK) Ltd.に資本参加。
- 1989年（平成元年）3月 - 通産省のシステムインテグレーター企業の認定を受ける。
- 1994年（平成6年）6月3日 - 株式を店頭公開。
- 1995年（平成7年）4月 - Canon Software(UK) Ltd.の活動を休止し、新設のCanon Software Europe B.V.へ業務移管。
- 1996年（平成8年）
  - 4月 - 日本レスポンスサービス（現・キヤノンレスポンスサービス）を設立。
  - 11月 - キヤノンソフト技研に資本参加。
- 2003年（平成15年）
  - 4月 - キヤノン保有の株式をキヤノン販売が追加取得。
  - 12月 - 東証二部上場。
- 2004年（平成16年）
  - 1月 - 日本レスポンスサービスの株式をキヤノン販売へ譲渡。
  - 5月 - Canon Software Europe B.V.を清算。
- 2007年（平成19年）4月 - 蝶理情報システムの株式を取得し、キヤノンソフト情報システムに社名変更。
- 2008年（平成20年）2月 - 本社を現在地に移転。
- 2009年（平成21年）4月 - キヤノンソフト技研を吸収合併。
- 2010年（平成22年）
  - 5月 - キヤノンマーケティングジャパンの完全子会社となる。
  - 7月 - キヤノンMJ-ITHDに株主が移転。
- 2013年（平成25年）4月 - 完全子会社のキヤノンソフト情報システムを吸収合併。
- 2015年（平成27年）4月 - ソリューション事業をキヤノンITソリューションズ株式会社に譲渡。
- 2016年（平成28年）4月 - キヤノンMJ-ITHDの消滅により、キヤノンITソリューションズの子会社となる。
- 2017年（平成29年）7月 - キヤノンITソリューションズ株式会社に吸収合併され、解散。